# 到津伸子

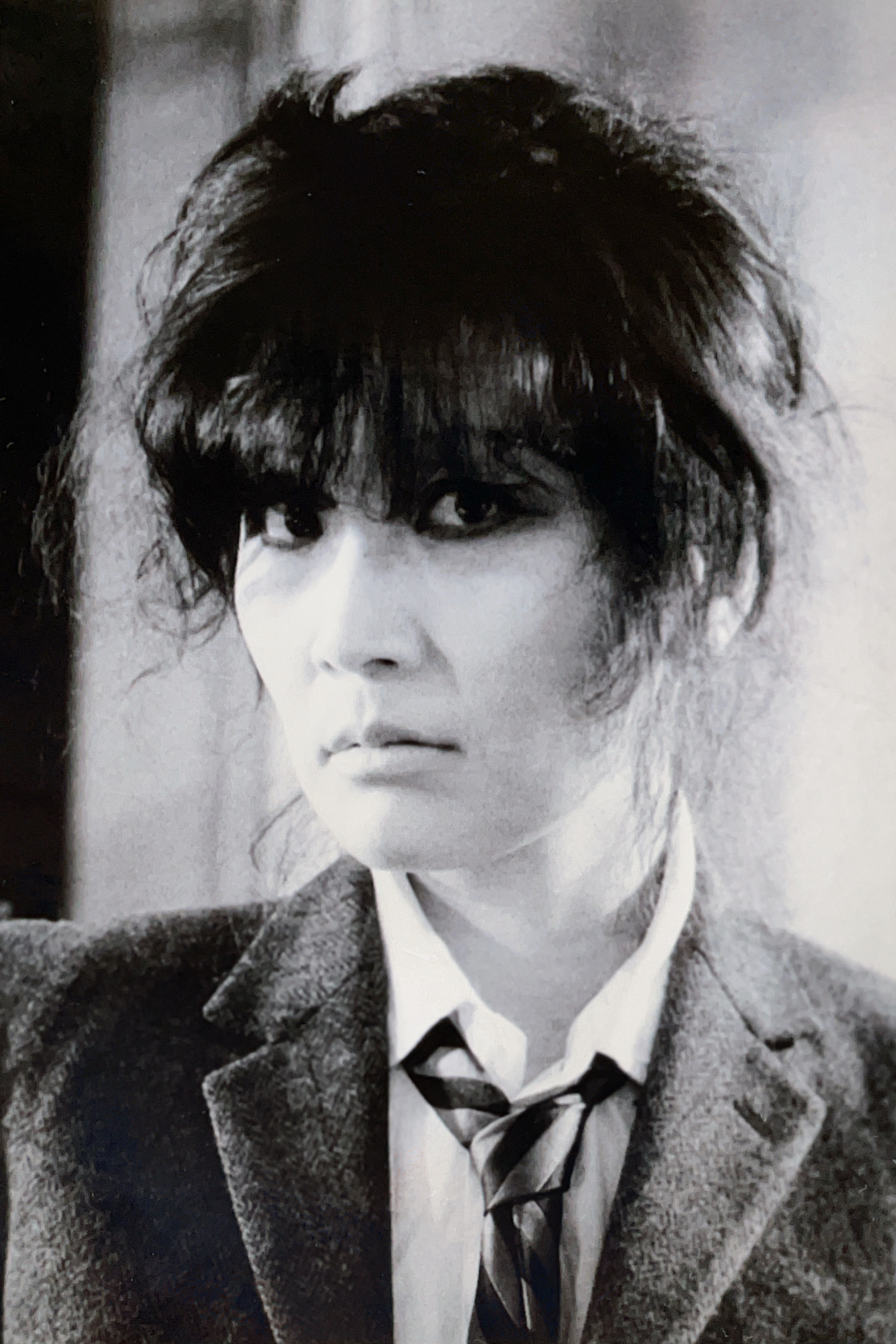
到津伸子

到津 伸子（いとうづ のぶこ、1947年〈昭和22年〉 - 2019年〈平成31年〉1月31日）は、日本の画家、エッセイスト。
東京都生まれ。東京芸術大学美術学部卒業。その後渡仏、1977年パリで個展を開き、パリ・東京を拠点に活動。2003年エッセイ『不眠の都市』で講談社エッセイ賞を受賞。
父到津十三男は朝日新聞社で海外特派員としてドイツ滞在歴があり、NHK国際政治の解説委員も務め、ワイマール共和国、ナチスに関する著書、訳書もある。毎日新聞社創設者の吉武鶴次郎は祖父であり、徳富蘇峰、徳冨蘆花は大伯父である。到津の出自は、宇佐神宮の神官、旧男爵到津家の係累である。
2019年膵臓癌のため死去。最期を看取ったのは、パートナーだった作家の中山雅仁である。

## 経歴
- 1982年　「ジョルジュ・バタイユ生誕100年展」（オクセール/ヴェズレー）に若手画家として唯一、フランシス・ベーコン、アルベルト・ジャコメッティなど世界の巨匠と並び招待出展
- 1983年
  - 同展覧会がギャラリー・ジャンクロード・ダヴィット（グルノーブル）で開かれ作品出展
  - ギャラリー・ジャン・ブリアンス（パリ）の「ベーゼ（Baiser）」展出品
- 1984年　番町画廊（東京）で個展
- 1985年
  - セルジ・ポントワーズ市主催「10人の日本人画家展」
  - ヴィレッジ・ヴォイス展（パリ）
- 1986年
  - UNAC TOKYO（東京）で個展
  - ギャラリー・ジャン・ブリアンス（パリ）で展覧会　　　　
  - ユネスコ（パリ）にて「日本人画家展」出品
- 1987年　西武百貨店渋谷店ギャラリーにて個展、及び全館ディスプレイ・エキシビジョン
- 1989年
  - 銅版画集「ドリアン・グレイの肖像」（林グラフィックプレス）出版　　　　
  - 番町画廊にて個展
  - FOU PARLEに数回掲載
- 1990年
  - アルファ・キュービック・ギャラリー（パリ）で個展
  - アルファ・キュービック・ギャラリー（東京）で個展
- 1992年　マリ・クレール（中央公論社）に「パリ・メランコリア」（画・文）を連載 [ 12月より1年間 }
- 1995年
  - Bunkamuraギャラリーで個展
  - 画文集「パリ・メランコリア」（三五館）出版
  - Bunkamuraギャラリー「ジャン・コクトー展」出品
- 1998年　「画家猫カーチヤ」（アートデイズ）出版
- 1999年
  - 番町画廊にて個展
  - Colas Foundation（Paris）作品購入（グレーグリーンの夕景）同財団で展示
- 2002年　「不眠の都市」（写真＆エッセイ集/講談社）出版
- 2003年　「不眠の都市」にて、第19回講談社エッセイ賞受賞
- 2004年
  - ギャラリーサンカイビで個展
  - 目黒区美術館にて「目黒区の美術ー2004」に出品
- 2005年　ギャラリーサンカイビで写真展
- 2018年　銀座三越ギャラリー「あすは上天気　ボーイフレンド・ガールフレンド＆猫たち」作品展

## 著書
- 『パリ・メランコリア 光と匂いと色彩と…発光する街のレシ』三五館 1995
- 『画家猫カーチヤ』絵・文 アートデイズ 1998
- 『不眠の都市』講談社 2002

### 共著
- 『昭和モダンの器たち』佐藤由紀子,クニエダヤスエ,泉麻人,赤堀正俊共著 平凡社 コロナ・ブックス 2006